# Bulbophyllum xanthochlamys
Bulbophyllum xanthochlamys là một loài phong lan thuộc chi Bulbophyllum.